# 영강 (서진)
영강(永康)은 중국 서진(西晉) 혜제(惠帝)의 네 번째 연호이다. 300년에서 301년 4월까지 1년 4개월 동안 사용하였다. 301년 정월에 사마륜(司馬倫)이 혜제를 위협하여 양위받아 황제가 되었으나 4월에 사마경(司馬冏) 등이 사마륜을 폐위하고 혜제를 복위시켰다. 사마륜의 치세 동안에는 건시(建始)라는 사연호(私年號)가 사용되었다.
같은 시기에 사용된 다른 연호로는 익주자사(益州刺史) 조흠(趙廞)이 자립하여 사용한 사연호 태평(太平 : 300년 ~ 301년)이 있다.

## 개원
영강(永康) 원년 1월 1일(300년 2월 7일)에 연호를 영강(永康)으로 개원함.

## 연대대조표
| 영강                | 원년            | 2년             |
| 서력                | 300년           | 301년           |
| 육십간지 (六十干支) | 경신(庚申)      | 신유(辛酉)      |
| 사마륜 (司馬倫)     | -               | 건시(建始) 원년 |
| 조흠 (趙廞)         | 태평(太平) 원년 | 2년             |

## 삭일(1일)
| 영강 원년 (300년) | 1월             | 2월             | 3월             | 4월             | 5월             | 6월             | 7월             | 8월             | 9월             | 10월            | 11월            | 12월            |                 |
| ----------------- | --------------- | --------------- | --------------- | --------------- | --------------- | --------------- | --------------- | --------------- | --------------- | --------------- | --------------- | --------------- | --------------- |
| 삭일(음력)        | 계해일 (癸亥日) | 임진일 (壬辰日) | 임술일 (壬戌日) | 신묘일 (辛卯日) | 신유일 (辛酉日) | 경인일 (庚寅日) | 경신일 (庚申日) | 기축일 (己丑日) | 기미일 (己未日) | 기축일 (己丑日) | 무오일 (戊午日) | 무자일 (戊子日) |                 |
| 율리우스력        | 300년 2월 7일   | 3월 7일         | 4월 6일         | 5월 5일         | 6월 4일         | 7월 3일         | 8월 2일         | 8월 31일        | 9월 30일        | 10월 30일       | 11월 28일       | 12월 28일       |                 |
| 영강 2년 (301년)  | 1월             | 2월             | 3월             | 윤3월           | 4월             | 5월             | 6월             | 7월             | 8월             | 9월             | 10월            | 11월            | 12월            |
| 삭일(음력)        | 정사일 (丁巳日) | 정해일 (丁亥日) | 병진일 (丙辰日) | 병술일 (丙戌日) | 을묘일 (乙卯日) | 을유일 (乙酉日) | 갑인일 (甲寅日) | 갑신일 (甲申日) | 계축일 (癸丑日) | 계미일 (癸未日) | 임자일 (壬子日) | 임오일 (壬午日) | 신해일 (辛亥日) |
| 율리우스력        | 301년 1월 26일  | 2월 25일        | 3월 26일        | 4월 25일        | 5월 24일        | 6월 23일        | 7월 22일        | 8월 21일        | 9월 19일        | 10월 19일       | 11월 17일       | 12월 17일       | 302년 1월 15일  |

## 같이 보기
- 다른 왕조의 같은 연호
  - 후한(後漢) 영강(167년)
  - 후연(後燕) 영강(396년 ~ 398년)
  - 서진(西秦) 영강(412년 ~ 419년)

- 중국의 연호